# Hug de Xampanya
|  | Per a altres significats, vegeu «Sant Hug». |

Hug de Rouen o de Xampanya (Xampanya, s. VII - Jumièges, 9 d'abril del 730) fou un noble franc, després monjo i bisbe de Rouen. És venerat com a sant per diferents confessions cristianes.

## Biografia
Hug era fill de Drogó de Xampanya († 708) i d'Adaltruda; el seu pare era fill de Pipí d'Héristal, majordom del palau dels tres regnes francs, i de Plectruda, mentre que la seva mare és la filla de Bercari, majordom de palau de Nèustria, i d'Anstruda. Fou criat amb els seus germans per la seva besàvia materna Ansefleda.
Mentre fou laic, va donar nombroses terres a les abadies de Saint-Wandrille i de Jumièges. Va voler fer vida religiosa i va repartir els seus béns, retirant-se després al monestir de Jumièges en 718, on va professar com a monjo benedictí sota l'abat Coquí.
El 722, la seu episcopal de la ciutat de Rouen estava vacant. Hug de Xampanya, que no ocupava cap càrrec a l'abadia, però hi havia destacat per la seva virtut, fou elegit i cridat com a bisbe de la ciutat. Un any després, el 723, també va acceptar el càrrec d'abat de Fontenelle. L'any següent fou de manera simultània bisbe de París i de Bayeux, a més de quart abat de Jumièges.
Al final de la seva vida es va retirar en aquesta abadia on va morir el 9 d'abril del 730. Fou enterrat a l'església de Notre-Dame de París.